# زمین‌پویایی‌شناسی
زمین‌پویایی‌شناسی، زمین‌دینامیک یا ژئودینامیک (به انگلیسی: geodynamics) دانشی زیررشته‌ای است حاصل از تقابل ژئوفیزیک با پویایی‌شناسی زمین.
زمین‌پویایی‌شناسی با استفاده از فیزیک و شیمی و ریاضیات، به چگونگی همرفت گوشته که به زمین‌ساخت صفحه‌ای (تکتونیک صفحه‌ای) می‌انجامد و نیز پدیده‌هایی زمین‌شناختی مانند گسترش بستر اقیانوس، شکلگیری کوه‌ها، آتشفشان، زمین‌لرزه و گسل، ... می‌پردازند. همچنین بررسی فعالیت‌های داخلی با اندازه‌گیری میدان‌های مغناطیسی و گرانش و موج‌های لرزه‌ای و نیز کانی‌شناسی سنگ‌ها و ترکیبات ایزوتوپیشان.
زمین‌پویایی‌شناسی برای کاوش و اکتشاف سیاره‌های دیگر هم به کار می‌رود.